# St. Stephanus (Hoeningen)

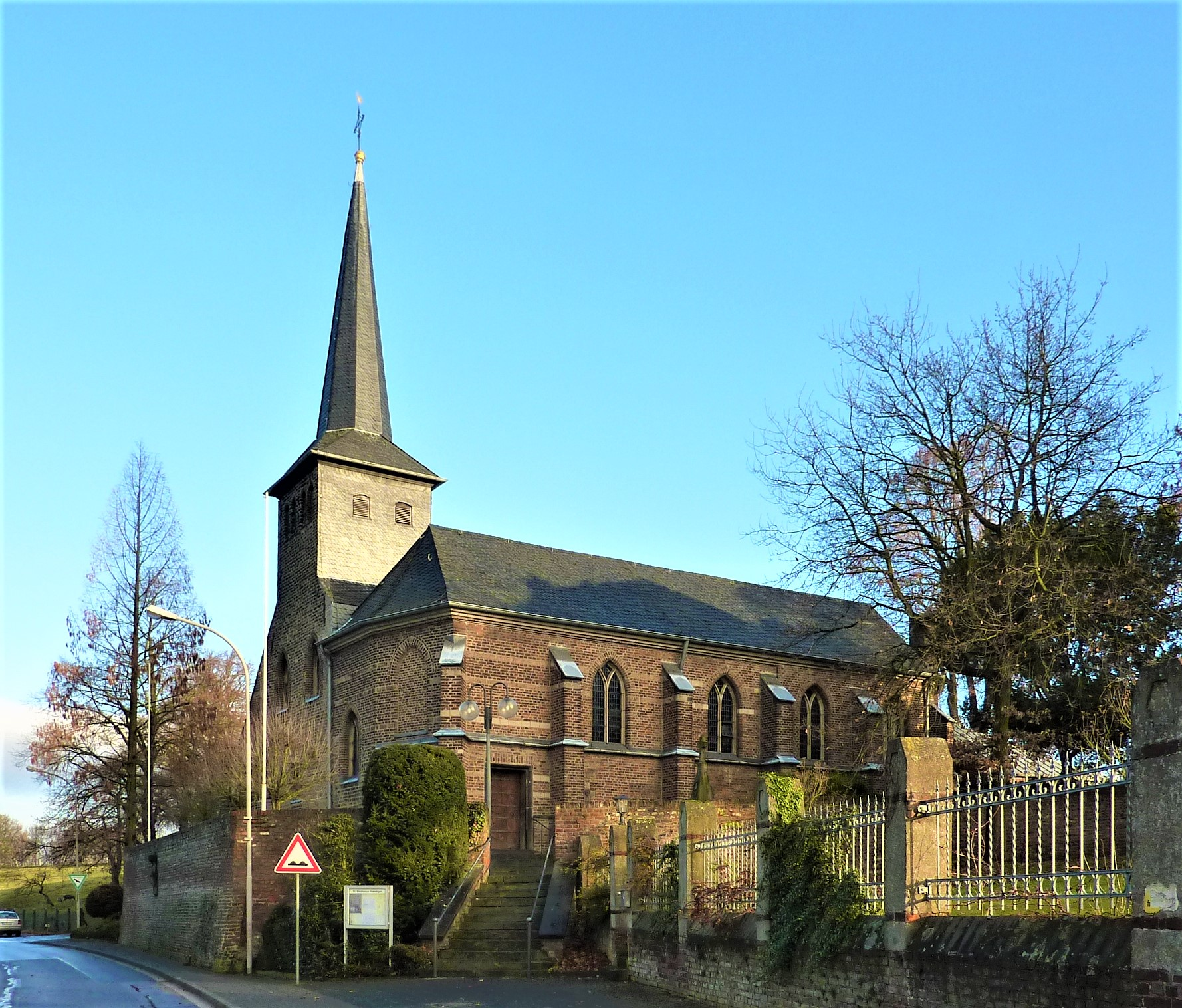
St. Stephanus zu Hoeningen

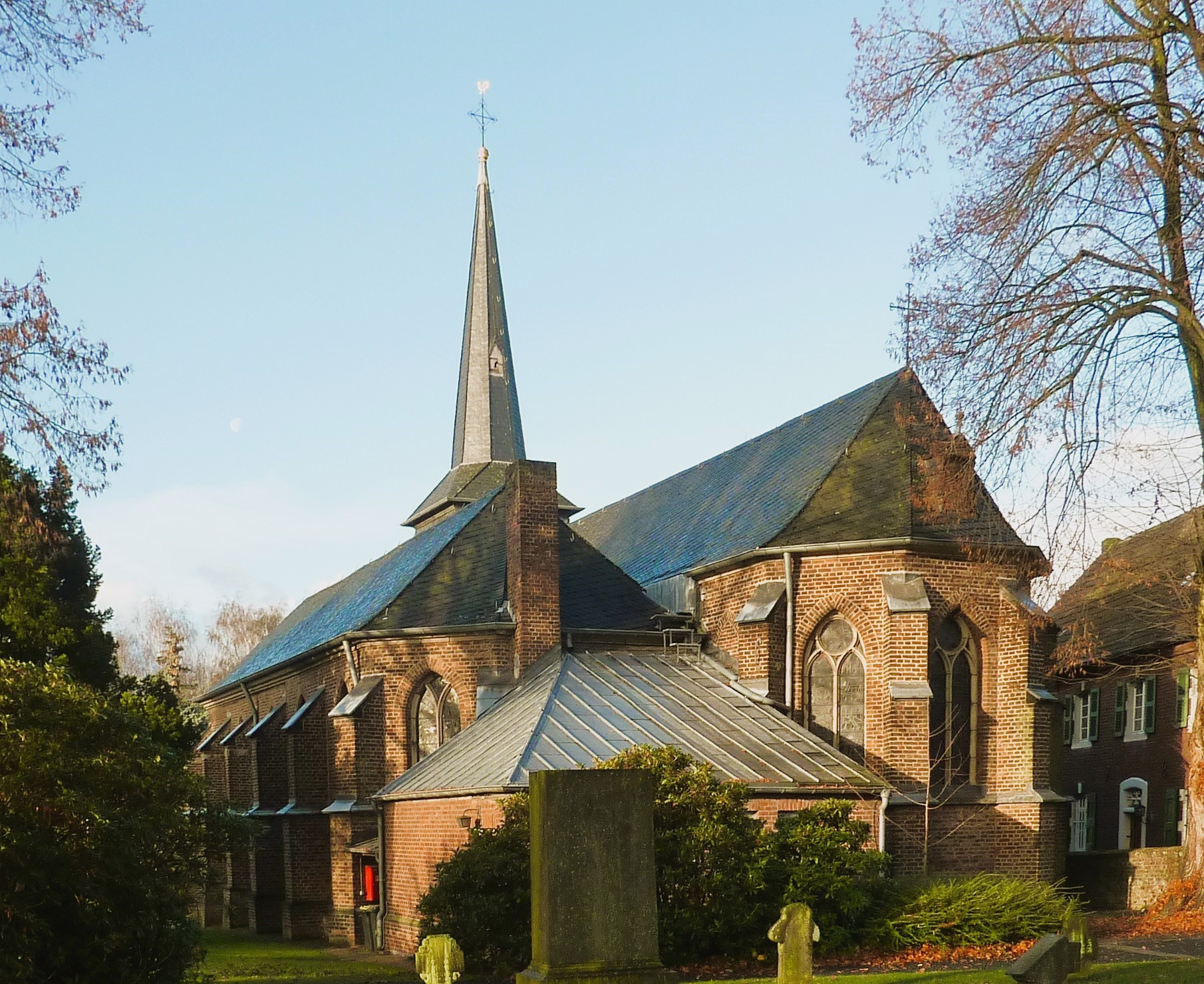
Ansicht von Südosten

St. Stephanus ist die römisch-katholische Pfarrkirche von Hoeningen, einem Ortsteil von Rommerskirchen im Rhein-Kreis Neuss.

## Geschichte
1995 wurden bei Ausschachtungen im südlichen Seitenschiff von St. Stephanus Gräber gefunden, die in das 8./9. Jahrhundert datiert werden konnten. Vermutlich wurden die Gräber außerhalb einer damaligen kleinen Saalkirche angelegt wie sie im benachbarten Ramrath mit der Lambertuskapelle sich bis heute erhalten hat. St. Stephanus selber wurde 1195 als Pfarrkirche genannt und stand unter dem Patronat des Kölner Stifts St. Maria im Kapitol. Die heutige Kirche geht im Kern zurück auf eine um 1110 errichtete dreischiffige romanische Pfeilerbasilika, von der die erhaltenen Bauteile aus Tuffstein zeugen. Spätere Erweiterungen fanden in Backstein statt.
1524 wurde das südliche Seitenschiff durch einen breiteren und höheren Neubau ersetzt. Nach schweren Beschädigungen der Kirche wurden im Zuge von Wiederherstellungsarbeiten 1643–52 zwei Pfeiler herausgebrochen, um das Langhaus weiter und heller zu machen. 1771 wurden alle Mauern erhöht, das nördliche Seitenschiff nach Osten verlängert und ein neuer Turm errichtet. Nördliches Seitenschiff und Hauptschiff wurden unter ein Satteldach gebracht. 1864 erfolgte eine Erweiterung des Chores und des südlichen Seitenschiffes nach Osten. Außerdem wurden in diesen Bauteilen neugotische Kreuzrippengewölbe angebracht.